# Stemmaphora viola
Stemmaphora viola là một loài bướm đêm trong họ Noctuidae.